# The Jester Race
The Jester Race je leta 1995 izdani album metalskupine In Flames in je njihov 2. studijski album.

## Vrstni red skladb
1. Moonshield
2. The Jester's Dance
3. Artifacts Of The Black Rain
4. Graveland
5. Lord Hypnos
6. Dead Eternity
7. The Jester Race
8. December Flower
9. Wayfaerer
10. Dead God in Me